# Вуглецевий податок
Вуглецевий податок (англ. carbon tax) — податок, стягуваний зі вмісту вуглецю в паливі, як правило, в транспортному та енергетичному секторах. Податки на вуглець — це форма ціноутворення на вуглець. Цей термін також використовують для позначення еквівалентного податку на викиди вуглекислого газу, останній з яких дуже схожий, але може застосовуватися до будь-якого типу парникових газів або комбінацій парникових газів, які виділяються будь-яким сектором економіки.
При спалюванні вуглеводневого палива, такого як вугілля, нафта або природний газ, його вуглець перетворюється на вуглекислий газ (CO2) та інші сполуки вуглецю. CO2 — це парниковий газ, який поглинає тепло і викликає глобальне потепління, яке завдає шкоди навколишньому середовищу і здоров'ю людини. Оскільки викиди парникових газів при спалюванні викопного палива тісно пов'язані зі вмістом вуглецю у відповідних видах палива, цей негативний зовнішній ефект можна компенсувати оподаткуванням умісту вуглецю у викопному паливі в будь-якій точці продуктового циклу палива. Податки на вуглець є різновидом податку Піґу і допомагають вирішити проблему емітентів парникових газів, які не стикаються з повною соціальною вартістю своїх дій.
Дослідження показують, що податки на вуглець ефективно скорочують викиди парникових газів. Економісти зазвичай стверджують, що податки на викиди вуглецю є найефективнішим і дієвим способом стримування зміни клімату з найменшими негативними наслідками для економіки. 77 країн і понад 100 міст зобов'язалися досягти чистого нуля глобальних викидів до 2050 року. Станом на 2019 рік податки на вуглець уведено або заплановано до введення в 25 країнах, тоді як 46 країн встановили ту чи іншу форму ціни на вуглець, або через податки на викиди вуглецю, або через схеми торгівлі емісійними квотами. Податки на викиди вуглецю, як правило, регресивні, оскільки домогосподарства з низьким рівнем доходу, як правило, витрачають більшу частину свого доходу на товари та послуги, що містять багато викидів, наприклад, транспорт, ніж домогосподарства з вищими доходами. Щоб виправити це, доходи від вуглецевого податку можуть витрачатися на групи з низькими доходами.

## Передумови

### CO2і глобальне потепління
Вуглекислий газ є одним із декількох парникових газів, що вловлюють тепло, яке виділяється внаслідок людської діяльності, і науковий консенсус полягає в тому, що антропогенні викиди парникових газів є основною причиною глобального потепління і що вуглекислий газ є найважливішим з антропогенних парникових газів . У всьому світі внаслідок людської діяльності щорічно утворюється 27 млрд тонн вуглекислого газу. Фізичну дію СО2 в атмосфері можна виміряти як зміну енергетичного балансу системи Земля-атмосфера — радіаційну дію СО2. Податки на викиди вуглецю є однією з доступних урядам стратегій скорочення викидів парникових газів.
У Кіотському протоколі викиди СО2 регулюються поряд з іншими парниковими газами. Різні парникові гази мають різні фізичні властивості: потенціал глобального потепління є міжнародно визнаною шкалою еквівалентності для інших парникових газів в одиницях тонн еквівалента вуглекислого газу.

### Економічна теорія
Податок на вуглець є однією з форм податку на забруднення довкілля. Податки на забруднення часто групують із двома іншими інструментами економічної політики: торговими дозволами на забруднення і кредитами та субсидіями. Ці три інструменти еколого-економічної політики побудовані на основі командно-контрольного регулювання. Різниця полягає в тому, що класичні правила командно-штрафних санкцій передбачають, за допомогою виконання або наказних стандартів, що кожен забруднювач повинен робити, щоб відповідати закону. Командно-контрольне регулювання не розглядається як економічний інструмент, оскільки воно зазвичай здійснюється вужчими засобами, такими як наказ про припинення або контроль, хоча воно може включати адміністративне грошове покарання до конкретних правил об'єкта. Інструментальна різниця між податком та командно-контрольним регулюванням визначається прийнятими законодавчими нормами, а також тим, чи містять вони «податок» як певний термін у законі.
Податок на вуглець є непрямим податком — податком на угоду — на відміну від прямого податку, який оподатковує дохід. Податок на вуглець називають ціновим інструментом, оскільки він встановлює ціну за викиди вуглекислого газу. В економічній теорії забруднення розглядається як негативний зовнішній ефект, негативний вплив на третю сторону, що безпосередньо не бере участі в угоді, і є одним із видів фіаско ринку. Щоб поставити сторонам це питання, економіст Артур Пігу запропонував оподатковувати товари (в даному випадку вуглеводневе паливо), які є джерелом негативного зовнішнього впливу (вуглекислого газу), щоб точно відбити вартість виробництва товарів для суспільства, тим самим інтерналізуючи витрати, пов'язані з виробництвом товарів. Податок на негативні зовнішні ефекти називають податком Пігу і він має дорівнювати граничним витратам шкоди.
У рамках концепції Пігу відповідні зміни є граничними, а розмір зовнішнього ефекту досить малий, щоб не спотворювати решту економіки. Відповідно до наукового консенсусу, вплив зміни клімату може призвести до катастрофічних (неграничних) змін. «Неграничний» означає, що вплив може значно знизити темпи зростання доходів та добробуту. Обсяг ресурсів, які слід спрямувати на пом'якшення наслідків зміни клімату, є спірним. Політика, спрямована на скорочення викидів вуглекислого газу, також може мати неграничний вплив, але не катастрофічний.
На додаток до створення стимулів для енергозбереження, податок на вуглець робить відновлювані джерела енергії, такі як вітер, сонце та геотермальна енергія більш конкурентоспроможними, стимулюючи їх зростання. Вперше запропонував увести податок на вуглець Девід Гордон Вілсон 1973 року.
У січні 2019 року економісти опублікували в The Wall Street Journal заяву із закликом до введення податку на викиди вуглецю, описуючи його як «найекономічніший важіль для скорочення викидів вуглецю в необхідних масштабах і з необхідною швидкістю». До лютого 2019 року заяву підписали понад 3000 американських економістів, серед них 27 лауреатів Нобелівської премії.

### Витік вуглецю
Витік вуглецю — це вплив, який регулювання викидів у одній країні/секторі чинить на викиди в інших країнах/секторах, які не підпадають під таке ж регулювання. Ефекти витоку можуть бути як негативними (тобто такими, що підвищують ефективність скорочення загальних викидів), так і позитивними (що знижують ефективність скорочення загальних викидів). Негативні витоки, які є бажаними, зазвичай називають «розливом».
Згідно з Голдембергом, короткострокові ефекти витоку слід оцінювати з урахуванням наслідків витоку в довгостроковій перспективі. Політика, яка, наприклад, передбачає введення податку на викиди вуглецю тільки в розвинених країнах, може призвести до витоку викидів у країни, що розвиваються. Проте бажаний негативний витік може статися через зниження попиту на вугілля, нафту і газ з боку розвинених країн і, отже, світових цін. Це призведе до того, що країни, що розвиваються, зможуть дозволити собі більше будь-якого виду вуглеводневого палива, тим самим замінюючи вугілля великою кількістю нафти або газу, що фактично знизить їхні національні викиди. Однак у довгостроковій перспективі, якщо передання менш забруднювальних технологій буде відкладено, це заміщення може не принести довгострокової вигоди.
Витік вуглецю займає центральне місце серед питань кліматичної політики, які нині обговорюються, включаючи енергетичну та кліматичну рамкову програму на період до 2030 року та огляд третього списку ЄС щодо витоку вуглецю .

### Прикордонне коригування, тарифи та заборони
Запропоновано низку стратегій для вирішення проблем, пов'язаних з конкурентними втратами через те, що одна країна вводить податок на викиди вуглецю, а інша — ні. Щоб спонукати країни ввести податки на викиди вуглецю, запропоновано коригування прикордонними податками, тарифними та торговими заборонами.
Прикордонне податкове коригування враховує викиди, пов'язані з імпортом із країн, які не мають ціни на вуглець. Альтернативою можливі торгові заборони або тарифи, що застосовуються до таких країн. Стверджувалося, що такі підходи можуть бути неприйнятними у Світовій організації торгівлі. Прецедентне право там не передбачало конкретних рішень щодо податків, пов'язаних із кліматом. Також обговорювались адміністративні аспекти прикордонних податкових коригувань.

### Інші види податків
Два інші види податків, пов'язаних із вуглецевими податками, — це податки на викиди та податки на енергію. Податок на викиди парникових газів вимагає від окремих емітентів сплати мита, збору чи податку за кожну тонну викинутих у повітря парникових газів, тоді як енергетичний податок стягується безпосередньо з енергетичних товарів.
З погляду пом'якшення наслідків зміни клімату, податок на вуглець, що стягується відповідно до вмісту вуглецю в паливі, не є ідеальною заміною податку на викиди СО2. Наприклад, податок на вуглець заохочує скорочення використання вуглеводневого палива, але він не дає стимулу для пом'якшення або вдосконалення технологій пом'якшення наслідків, наприклад, уловлювання та зберігання вуглецю.
Податки на енергію збільшують ціну енергії рівномірно, незалежно від викидів, спричинених джерелом енергії. Адвалорний податок на енергію стягується відповідно до вмісту енергії в паливі або вартості енергетичного продукту, яка може відповідати або не відповідати викидам парникових газів та відповідних їм потенціалам глобального потепління. Дослідження показують, що для скорочення викидів на певну величину адвалорні податки на енергію були б дорожчими, ніж податки на вуглець. Однак, попри те, що викиди CO2 є зовнішнім фактором, використання енергетичних послуг може спричиняти інші негативні зовнішніх факторів, зокрема, забруднення повітря, яке податок на вуглець не охоплює (наприклад, аміаком чи аерозолями). Якщо зважити на ці інші зовнішні ефекти, податок на енергію може бути ефективнішим, ніж податок тільки на вуглець.
Інший тип податку — це плата та дивіденди, коли гроші, зібрані з податку, повертаються справедливо всім домашнім господарствам, ефективно оподатковуючи викиди вуглецю та повертаючи знижку тим, хто спалює менше вуглецю.

## Вплив
Дослідження показують, що податки на вуглець ефективно скорочують викиди парникових газів. Серед економістів переважає згода в тому, що податки на викиди вуглецю є найбільш ефективним та дієвим способом стримування зміни клімату з найменшими несприятливими наслідками для економіки.
Дослідження в американському економічному журналі з використанням методу синтетичного контролю з'ясувало, що шведський податок на викиди вуглекислого газу успішно скоротив викиди вуглекислого газу від транспорту на 11 %. Дослідження податків на викиди вуглецю в Британській Колумбії 2015 року показало, що ці податки скорочують викиди парникових газів на 5-15 %, але мають незначний загальний економічний ефект. Дослідження податку на викиди вуглецю Британської Колумбії в 2017 році показало, що галузі в цілому виграли від цього податку і «невеликого, але статистично значущого щорічного збільшення зайнятості на 0,74 відсотка», але що вуглецеві та чутливі до торгівлі галузі зазнали негативного впливу. Дослідження вуглецевих податків та економічного зростання 2020 року в багатих демократіях показали, що чинні податки на вуглець не шкодять економічному зростанню та не обмежують його.
Низка досліджень показала, що за відсутності збільшення соціальних і податкових пільг податок на викиди вуглецю вдарить по бідних домогосподарствах сильніше, ніж по багатих. Економіст Університету Тафтса Гілберт Е. Меткалф заперечував, що податки на вуглець будуть регресивними в контексті США.

## Порівняння податків на викиди вуглецю з торгівлею викидами вуглецю
Альтернативою державній політиці стосовно податку на викиди вуглецю є обмеження викидів парникових газів. Рівні викидів парникових газів обмежуються, а дозволи на забруднення (називані старими) вільно розподіляються або виставляються на аукціон забруднювачам. Аукціонні дозволи мають значні економічні переваги перед старими. Зокрема, аукціонування підвищує доходи, які можна використати для зниження інших податків та підвищення загальної ефективності. Можна створити ринок дозволів на викиди, щоб забруднювачі могли торгувати деякими або всіма своїми дозволами (cap-and-trade). Гібридним інструментом обмеження викидів та податку на викиди вуглецю є створення цінового мінімуму та цінової стелі для дозволів на викиди. Податок на вуглець також може вводитися одночасно з обмеженням викидів.
На відміну від системи обмежень зі старими дозволами, податок на вуглець підвищує доходи. Якщо доходи використовуються для зменшення інших податків, це може підвищити ефективність податку. З іншого боку, обмеження зі старими дозволами може бути ефективнішим, оскільки застосовується до всіх галузей промисловості. Це забезпечує рівний стимул для всіх забруднювачів скоротити свої викиди. Це є перевагою, порівняно з податком, який звільняє або має знижені ставки для певних секторів. Адже, як це продемонстровано в податку на вуглець Британської Колумбії, немає причин для звільнення від податку або надання знижених ставок окремим секторам.
Як податки на викиди вуглецю, так і дозвільні системи (іноді звані англ. cap and trade) спрямовані на скорочення загальної кількості викидів вуглецю шляхом встановлення ціни за викиди CO2, але вони досягають цієї мети абсолютно різними шляхами. Тоді як податки на вуглець диктують ціну, яку буде сплачено за кожну одиницю забруднення, дозвільні системи встановлюють певну кількість CO2 так, що всі застосовні суб'єкти будуть утримуватися і ділить цю загальну суму на торговані дозволи. За відсутності невизначеності ці дві системи досягнуть однакового ефекту і приведуть до ефективної ринкової кількості CO2 і ціна за одиницю CO2 знизиться. У випадку екологічної невизначеності, тобто коли екологічний збиток кожної одиниці CO2 неможливо точно розрахувати, дозвільна система може бути вигіднішою для обмеження загальної кількості і, отже, потенційного збитку. У разі невизначеності щодо витрат на зниження викидів CO2 для фірми, вигіднішою буде податкова система. Проблему невизначеності в галузі боротьби з викидами проілюстровано 2005 року на першому етапі функціонування системи торгівлі викидами Європейського Союзу (cap and trade). У цій програмі початковий обсяг дозволів був занадто великим, оскільки ЄС не давав точної оцінки можливостей скорочення викидів CO2 для різних фірм, яких вона стосувалась, і таким чином фірми просто скоротили свої викиди до відведеної їм кількості без купівлі будь-яких додаткових дозволів. Це через два роки після початку програми звело ціни на дозволи майже до нуля, зруйнувавши систему і вимагаючи реформи й уточнення розподілу дозволів, які врешті-решт проявляться в нинішній системі торгівлі викидами Європейського Союзу (Фаза 3).
Різниця між податками на викиди вуглецю та дозвільними системами може бути розмитою, коли дозволені гібридні системи. Гібридна система обмеження й торгівлі встановлює обмеження на рух цін. Верхня межа ціни може встановлюватися за принципом «запобіжного клапана», коли відповідний орган (наприклад, уряд) готовий видати додаткові надбавки за встановленою ціною. Нижню межу також можна встановити через ціновий рівень. Останнім часом економісти почали вивчати гібридні податки на вуглець, де вводяться механізми коригування податкової ставки для забезпечення досягнення цільових показників скорочення викидів. Економіст Гілберт Меткалф запропонував механізм забезпечення викидів (англ. Emissions Assurance Mechanism), і цю ідею, в принципі, прийняла Рада лідерів з питань клімату.

### Погляди
Опитування провідних економістів 2018 року показало, що 58 % опитаних економістів згодні з твердженням «податки на вуглець — кращий спосіб реалізації кліматичної політики, ніж обмеження і торгівля», 31 % заявили, що вони не мають думки або що вона невизначена, але ніхто з респондентів не заперечив.
Як податки на викиди парникових газів, так і податки на торгівлю та викиди вуглецю дають забруднювачам фінансовий стимул для скорочення їхніх викидів. Податки на викиди вуглецю забезпечують визначеність щодо цін на викиди, тоді як обмеження викидів забезпечує визначеність щодо кількості викидів. В оглядовому дослідженні Фішер та інші прийшли до висновку, що вибір між міжнародною системою квот (cap) та міжнародним вуглецевим податком залишається неоднозначним. Лу та інші (2012) порівняли податок на викиди вуглецю, торгівлю викидами та командно-контрольне регулювання на промисловому рівні і дійшли висновку, що для досягнення цільових показників викидів без впливу на промислове виробництво ринкові механізми працюватимуть краще, ніж стандарти викидів.
Джеймс Гансен у своїй книзі «Бурі моїх онуків» і у відкритому листі тодішньому президенту Обамі стверджував, що торгівля викидами вуглецю принесе гроші тільки банкам та гедж-фондам і дозволить «вести звичайний бізнес» головним виробникам вуглецю.